# CHREST
CHREST (Chunk Hierarchy and REtrieval STructures) es una arquitectura cognitiva simbólica basada en los conceptos de atención limitada, memorias limitadas a corto plazo y fragmentación . La arquitectura tiene en cuenta los aspectos de bajo nivel de la cognición, como la percepción de referencia, los almacenamientos de memoria a corto y largo plazo, y la metodología de resolución de problemas y aspectos de alto nivel, como el uso de estrategias. El aprendizaje, que es esencial en la arquitectura, se modela como el desarrollo de una red de nodos ( trozos ) que están conectados de varias maneras. Esto se puede contrastar con Soar y ACT-R, otras dos arquitecturas cognitivas, que utilizan producciones para representar el conocimiento. CHREST se ha utilizado a menudo para modelar el aprendizaje utilizando grandes corpus de estímulos representativos del dominio, como juegos de ajedrez para la simulación de experiencia en ajedrez o discurso dirigido por niños para la simulación del desarrollo del lenguaje de los niños. En este sentido, las simulaciones realizadas con CHREST tienen un sabor más cercano a las realizadas con modelos conexionistas que con modelos simbólicos tradicionales. CHREST almacena sus recuerdos en una red de fragmentación, una estructura en forma de árbol que conecta y almacena el conocimiento y la información adquirida, lo que permite una mayor eficiencia en el procesamiento de la información. La Figura 1 destaca los vínculos entre el conocimiento percibido, la memoria y las experiencias adquiridas que se forman con base en "patrones familiares" entre la información nueva y la antigua. CHREST es desarrollado por Fernand Gobet en la Universidad de Brunel y Peter C. Lane en la Universidad de Hertfordshire . Es el sucesor de EPAM, un modelo cognitivo desarrollado originalmente por Herbert A. Simon y Edward Feigenbaum .

## Arquitectura
La arquitectura contiene una serie de parámetros de capacidad (p. ej., capacidad de la memoria visual a corto plazo, establecida en tres fragmentos) y parámetros de tiempo (p. ej., tiempo para aprender un fragmento o tiempo para poner información en la memoria a corto plazo). Esto hace posible derivar predicciones precisas y cuantitativas sobre el comportamiento humano. El modelo incluye la interacción con elementos del mundo exterior, depósitos de memoria a corto y largo plazo, en particular almacenamiento de memoria visual y verbal, y los mecanismos del individuo para resolver problemas. Los fragmentos en CHREST se mencionan en la memoria a corto plazo mientras se mantienen en la memoria a largo plazo, a menudo reconocidos a través de la percepción categorial neuronal que involucra la discriminación. De manera muy similar a EPAM, los fragmentos en el aprendizaje cognitivo en la memoria a largo plazo se adquieren como una "red de nodos", y están interconectados por la similitud de sus contenidos y se representan como una red de discriminación, almacenando y clasificando fragmentos en la red Los fragmentos son esencialmente "grupos de información que se pueden usar como unidades de percepción", por lo tanto, cuando se aplican en situaciones de juego de ajedrez, los fragmentos y las secciones de las posiciones de ajedrez se usarán como estímulos para el sistema. Según Gobet et al. y Smith et al., las plantillas cognitivas, o mejor conocidas como esquemas, se forman cuando los fragmentos se adaptan en función de patrones y estructuras ambientales recurrentes. Las plantillas son estructuras cognitivas que representan la percepción ambiental, lo que permite la organización cognitiva, el recuerdo, la orientación conductual, la predicción situacional y la comprensión general. Cada plantilla tiene ranuras en las que se pueden "colocar valores", lo que permite una comprensión más rápida cuando se enfrenta a información similar que ya existe en la plantilla.
Las simulaciones se realizan permitiendo que el modelo adquiera conocimiento al recibir estímulos representativos del dominio en estudio. Por ejemplo, durante la fase de aprendizaje de las simulaciones de ajedrez, el programa adquiere fragmentos y plantillas de manera incremental al escanear una gran base de datos de posiciones tomadas de juegos de nivel maestro. Esto hace posible crear redes de varios tamaños y así simular el comportamiento de jugadores de diferentes niveles de habilidad. Junto con la presencia de parámetros de tiempo y capacidad, esto permite a CHREST hacer predicciones inequívocas y cuantitativas.
La notoriedad de CHREST radica en la importancia otorgada al proceso de percepción. El procedimiento de percepción y procesamiento de la información es pasivo, dando lugar a comportamientos emergentes complejos donde el proceso de adquisición secundaria es conducido y dirigido por conocimientos preexistentes. Este fenómeno se observa de cerca en los experimentos de ajedrez, donde la percepción y los movimientos oculares están estrechamente asociados, al mismo tiempo que son proporcionales a la capacidad de atención. Este proceso se rige por los fragmentos retenidos en la heurística y la memoria. En el caso de los experimentos de ajedrez, la percepción se equipara con los movimientos de los ojos (que son aproximadamente correspondientes a la atención), que son dirigidos por fragmentos retenidos en la memoria y la heurística. Los modelos basados en CHREST se han utilizado, entre otras cosas, para simular datos sobre la adquisición de experiencia en ajedrez desde principiantes hasta grandes maestros, la adquisición de vocabulario por parte de los niños, la adquisición de estructuras sintácticas por parte de los niños y la formación de conceptos.

## Limitaciones
Una limitación evidente de la teoría CHREST es la propuesta por Herbert Simon. Simon concluyó que los modelos que intentaron simular el funcionamiento de la cognición en humanos no deben asumir propiedades que pueden ser poco realistas para un humano, por lo que el modelo CHREST está limitado por los parámetros de las habilidades humanas entendidas en la medida actual de la psicología cognitiva. Además, un enfoque excesivo en la resolución de problemas y la estrategia ha llevado a ignorar la categorización de la información, la atención y la comprensión del estímulo. Los acertijos con restricción de tiempo se simulan utilizando un conjunto de parámetros regulados que se supone que son los más cercanos al comportamiento humano. Las variables relacionadas con el tiempo se usan comúnmente en CHREST y sus simulaciones posteriores, como la restricción del principal factor limitante de la memoria visual a corto plazo. El algoritmo tiene en cuenta el tiempo típico empleado al simular una acción específica, como calcular mentalmente cada posición, e “incrementa el reloj interno del algoritmo por la cantidad de tiempo utilizado”. Como tales, los parámetros establecidos, como la restricción de tiempo, dan como resultado que los problemas con restricción de tiempo se simulen hasta cierto punto, limitados por los "recursos disponibles y simulados".
Además, una extensa investigación realizada por Woollett y Maguire reveló que a través de la adquisición de experiencia, como en el caso de los taxistas de Londres, se desarrolla "plasticidad estructural en el hipocampo", creando "cambios permanentes en el cerebro" como la expansión de la región del hipocampo posterior en relación con la población promedio. Este cambio se logra a través de la memorización y navegación de rutas y mapas complicados del área urbana de Londres, lo que lleva a un patrón rígido de fragmentos cognitivos que resulta en resistencia a modificaciones repentinas, así como el desarrollo de “hábitos practicados”. Ante circunstancias desconocidas, el individuo puede depender de patrones y estrategias existentes a pesar de que el conocimiento no sea aplicable. La plasticidad del centro de procesamiento de información en el cerebro conduce a posibles "puntos ciegos" cuando se enfrentan a situaciones que requieren visualización externa de patrones preexistentes.

## Aplicaciones en Ajedrez
El dominio del ajedrez ha sido durante mucho tiempo un protocolo de prueba estandarizado para estudios relacionados con la percepción, la psicología, la cognición y la inteligencia humana y artificial . El uso integral del juego de ajedrez y los mecanismos del ajedrez se ha comparado con la metáfora del uso de ' drosophila ', el "organismo de elección" para la investigación en industrias biológicas y químicas. Se han establecido similitudes entre el dominio del ajedrez utilizado como semillero experimental en el campo de las ciencias cognitivas y de la computación y el uso de la drosófila en la investigación en ciencias genéticas, ya que el ajedrez se ha identificado notablemente como una "medida representativa" de la cognición y inteligencia tanto en humanos como en computadoras.
Las aplicaciones y simulaciones comunes de la teoría CHREST se han llevado a cabo extensamente en el pasado dentro del contexto del juego de ajedrez. La metodología implica permitir la adquisición de conocimientos mediante la alimentación de estímulos dentro de la especialización de estudio. En la fase de aprendizaje del algoritmo, los fragmentos y las plantillas de las bases de datos que contienen movimientos, posiciones y estrategias de los juegos de nivel de gran maestro y experto se alimentan y sintetizan gradualmente como conocimiento. Luego se crean diversas redes de nodos (o fragmentos) de diferentes tamaños, lo que permite simulaciones de ajedrez en diversos niveles de habilidad. Se tienen en cuenta los parámetros de tiempo y capacidad humana, lo que idealmente crea circunstancias en las que CHREST puede predecir cuantitativamente resultados inequívocos (Gobet y Lane; Gobet).
Investigaciones adicionales acreditadas a Adriaan de Groot y Herbert Simon específicamente en el dominio del ajedrez dieron cuenta de cantidades significativas de datos psicológicos, con un fuerte enfoque en la memoria de los jugadores de ajedrez. Antes de las teorías y la implementación de De Groot y Simon, el paradigma estándar para la experimentación en el juego de ajedrez y la investigación del ajedrez generalmente consiste en ilustrar una posición de ajedrez a un sujeto durante un período corto de tiempo, generalmente durante 5 segundos, y luego pedir a los sujetos que recreen la posición. . Las variables independientes comunes en esta metodología son el nivel de habilidad del sujeto, el tiempo dedicado a ilustrar el puesto y la profundidad e importancia general del puesto.
En el dominio de la percepción, las simulaciones del movimiento de los ojos durante los primeros 5 segundos de ilustrar una posición de ajedrez, así como el reconocimiento de plantillas y fragmentos, se completaron utilizando CHREST. CHREST también da cuenta del resultado cuando se presenta con diversas modificaciones y aleatorización de posiciones, la importancia del tiempo dedicado a ilustrar y presentar cada posición, y la categorización de los errores cometidos y los fragmentos reemplazados en la red a través de diferentes niveles de habilidad, desde jugadores de nivel principiante hasta grandes maestros

### La experiencia del ajedrez en relación con el envejecimiento
Extensive research has been conducted by N Charness on chess and general expertise, problem-solving strategies and memorisation by population groups of different ages. Tests for memorisation and recall revealed that younger players performed better relative to older players when presented with varying chess positions. Charness noted that though older players performed worse relative to younger players when both parties were on the same level, the skill level of older players equalled that of younger players in strategy-based tasks that required the player to select the best play within a time constraint, where older players outpaced younger players. The legitimate interpretation of Charness’ experiment is refuted by Retschitzki et al., who identify key issues in Charness’ methodology that leads to an inaccurate conclusion. Retschitzki et al. suggest the decline of the skill level of the older players as a consequence of reaching and passing their peak, and explicit comparison to a younger age group was complicated due to “prior learning and past experiences”, also referred to as “crystallised intelligence”.

## Metodología Experimental Previa
Antes de las teorías y la implementación de De Groot y Simon, el paradigma estándar para la experimentación en el juego de ajedrez y la investigación del ajedrez generalmente consiste en ilustrar una posición de ajedrez a un sujeto durante un período corto de tiempo, generalmente durante 5 segundos, y luego pedir a los sujetos que recreen la posición. . Las variables independientes comunes en esta metodología son el nivel de habilidad del sujeto, el tiempo dedicado a ilustrar el puesto y la profundidad e importancia general del puesto. Aunque esta metodología ha generado una cantidad sustancial de modelos de alto nivel que abordan la memoria y la cognición en el juego de ajedrez, ejemplificados por los trabajos de Dennis Holding, sigue habiendo una escasez de modelos que detallen más el uso de la memoria en el ajedrez, con la excepción de MAPP desarrollado por Chase y Simon, implementado posteriormente por Simon y Gilmartin.